# VALORANT
『VALORANT』（ヴァロラント）は、ライアットゲームズが開発・運営しているアメリカ合衆国のファーストパーソン・シューティングゲーム (FPS)である。ライアットゲームズによる初のFPSジャンルの作品であり、2020年6月2日にMicrosoft Windows向けに基本プレイ無料でリリースされた。2024年6月15日からリミテッドベータという形でPlayStation 5、Xbox Series X/S向けにも配信が開始され、2024年8月3日に正式リリースされた。PC版とのクロスセーブには対応しているが、クロスプレイには対応していない。また、空間オーディオ用のプロファイルがのちに搭載されたため、事実上ドルビーアトモスとDTS:Xに対応している。

## 概要
ライアットゲームズが開発したMOBA作品『League of Legends』のサービス10周年を記念して2019年10月16日に放送された「Riot Pls」において、新作FPS「Project A」として開発中であることが初めて公表された作品。2020年3月2日、『VALORANT』として正式発表された。本作品は、競技シーン（eスポーツ）を強く意識して開発されており、オンラインでプレイするためのゲームサーバの高チックレート化や、旧世代型のコンピュータでも支障をきたすことの無い様にプレイできるフレームレートの実現が図られている。また、アンチチート（不正行為対策）についても独自のシステムやツールが採用されている。

### 各国でのサービス展開
2020年4月8日（現地時間では4月7日）、アメリカやヨーロッパなどの国・地域を対象としたクローズドベータテスト (CBT) が開始。ライブストリーミング配信プラットフォームであるTwitchにおいて、本作をプレイする配信の同時視聴者数がピーク時に170万人を超えた。5月5日、韓国やメキシコ、ブラジルにおけるCBTが開始。日本におけるCBTの開始が遅れている理由については、新型コロナウイルス感染症拡大の影響でローカルサーバの準備に遅れが生じているためとしている。5月28日、日本での正式なCBTが無いまま全プレイヤーのCBTが終了。6月2日、ベトナムやインド、中東諸国などの一部の国や地域を除き、世界各国で正式にサービスが開始された。

## ゲーム内容
本作は近未来の地球を描いたキャラクター制のタクティカルシューターであり、プレイヤーは現実世界に実在する文化や地域を背景に持つキャラクター「エージェント」を操作し、それぞれの独自の能力（アビリティー）や武器を使用して対戦する。各エージェントはアルティメットアビリティー1つと通常アビリティー3つを持ち合わせており、アルティメットアビリティーはラウンドを通じてステータスがチャージされ、ステータスを満たすことで使用可能となる。一方の通常アビリティーや武器、防具に関しては、カウンターストライクシリーズを由来とする購入システムが導入されており、ラウンドが進むごとに手に入る資金を元に購入できる。本作は銃撃戦に重きを置いており、それぞれの能力はいわゆる「必殺技」ではなく、あくまでも戦術に変化をもたらすような補助的なものとなっている。

### ゲームモード

#### メインモード
プレイヤーは5人の2つのチームに分かれ、スパイク（Spike）と呼ばれる爆弾を設置・起爆する攻撃側（アタッカー）とそれを阻止する防御側（ディフェンダー）に分かれ、基本最大25ラウンド（12ラウンドで攻守交代、13ラウンド先取で勝利）を攻防する。攻撃側はスパイクをマップ上の特定のエリアに設置する必要があり、設置したスパイクを守り切り、爆破させた場合にポイントを獲得する。防御側は設置されたスパイクを30秒以内に解除するか、ラウンドの残り時間（100秒）を経過したときポイントを獲得できる。各プレイヤーは原則ラウンド毎に1回のみ出撃できるため、他のチームを排除することによってもラウンドの勝敗が決まる。
なお、メインモードはさらに、コンペティティブとアンレートに区別される。コンペティティブは競技性の高いランクマッチモードであり、プレイヤーへのランク付け（レイティング）を伴う。9つのランクが存在し、現在最上位ランク「レディアント」以外はそれぞれ、3つのティアが設けられている。いずれも基本的なルールは同じであるが、2020年7月に新たなオーバータイム形式が導入され、スコアが12対12になった際のサドンデスラウンドについての勝利条件が「2勝差」となり、2勝差が確定するか、プレイヤーによる投票で引き分けが成立するまで、攻撃側と防御側のラウンドが交互に行われるようになった。
スパイクラッシュ (Spike Rush)
サービス開始時にベータ段階として実装されたゲームモード。メインモードをベースにしており、攻撃側の全プレイヤーがスパイクを所持し、最大7ラウンド（3ラウンドで攻守交代、4ラウンド先取で勝利）を攻防する。各ラウンドの最初に購入フェーズが無く、武器はランダムに選ばれたものを全プレイヤーが同じ武器を装備する。また、エージェントの通常アビリティーについても、購入を必要とせず、ラウンド分は全て使用できる。アルティメットアビリティーのチャージも得やすく、武器のアップグレードやダメージ増強が得られる特殊なオーブがマップ上に配置されるなどといった点がメインモードとは異なる。
デスマッチ (Deathmatch)
2020年8月に実装されたゲームモード。プレイヤー12人が対戦するフリーフォーオール・デスマッチであり、10分間のラウンドで40キルに到達すると勝利する。倒されても数秒後に復活し、リスポーン時に一瞬他の敵がいる場所が表示される。また、敵を倒すと回復アイテムがドロップする。使用するエージェントはアンロック済みのものからランダムで選ばれ、各エージェントのアビリティーは使用出来ず、武器のみで戦う。
エスカレーション (Escalation)
パッチ2.03で実装された5対5チームデスマッチ。実装当初は期間限定であったが、パッチ6.01からは通常のモードキューである。一定数のキルで増加するレベルに応じて、使用可能なアビリティーや武器が変わっていく（各エージェントのアビリティーは使用不可）。最大レベルの12を先にクリアするか、制限時間の10分が経過した時点でリードしていたチームの勝利となる。通常のデスマッチと同様に、倒されても数秒後に復活する。
スイフトプレイ (Swiftplay)
2022年末に実装されたカジュアルモード。基本的にはアンレートと同様のルールだが、試合時間が15分程度になるようラウンド数が削減され、マネーとアルティメットが溜まりやすく調整されている。実装当初はBETAとして期間限定であったが、パッチ6.03よりモードキューに加わった。
チームデスマッチ (Team Deathmatch)
3つの新マップを舞台にチーム同士が戦う5v5の新ゲームモード。試合は時間制限付きの4ステージに分かれており、マネーシステムはない。倒されても数秒後に復活する。100キル先取したチームが勝利で、アビリティーを使用することができる。また、アルティメットオーブとリカバリーオーブがあり、アルティメットオーブはアルティメットアビリティーのパーセンテージが上昇する。リカバリーオーブはHPとシールドを6秒間回復する。デスマッチとは異なり、スポーンルームでスポーン/リスポーンする。15秒以上スポーンルームに留まると、ダメージが与えられる。

### 期間限定ゲームモード
スノーボールファイト (Snowball Fight)
パッチ1.14実装時に追加された、期間限定の5対5チームデスマッチ。当たると即死する雪玉を発射する「スノーボールランチャー」を全員装備し、またプレイヤーに発射速度上昇などの効果をもたらす「ギフト」がランダムで落ちてくる。先に50キルしたチームの勝利。倒されても数秒後に復活する。2021年冬に、プレイヤーからの投票で期間限定で復活した。
レプリケーション（Replication）
元は2020年5月中旬ごろに行われた期間限定のゲームモードで、チーム全員が同じエージェントを使用するのが特徴。使用エージェントは、チーム全員の投票に基づきランダムで決定される。ラウンド毎にアルティメットを除くアビリティーは回復し、ラウンド勝敗やキル・アシスト数に関係なく固定のクレジットを獲得できる。パッチ6.01実装時にモードキューから削除され、カスタムゲームでのみプレイ可能。

## エージェント
本作ではキャラクター制が採用されており、キャラクター（エージェント）や各キャラクターのクラス（ロール）ごとに使用できるスキル（アビリティー）の特性が異なる。本作に登場する各エージェントはデュエリスト、イニシエーター、コントローラー、センチネルの4つのロールに分けられる。2025年5月現在、合計27体のエージェントが実装されている。全てのエージェントはパッシブスキルを除き、4つ以上のスキルを所持している。
担当声優は原語版 / 日本語吹替版の順に表記。

### デュエリスト
デュエリスト（Duelist）は、爆破ポイント（サイト）へ侵入することに特化した攻撃系のアビリティーを持つ。説明ではデュエリストを「自己完結型のエントリーフラッガー」と定義している。デュエリストはサイトに攻撃する際にチームにとって有利なスペースを作り、チームメイトに情報を与え、サイトへの侵入を容易にする。使用するアビリティーは、敵の目をくらますフラッシュや、素早く大きな距離を移動できるスキル（ブリンク・ダッシュ）で構成される傾向がある。デュエリストは即効性の高いアビリティーを持つため、相手プレイヤーの意表をついてキルをとることで最も真価が発揮される。
攻撃側では、前線に立ってチームを先導することが期待されている。撃ち合いを有利にするアビリティーが多いので、誰よりも前に出て最初のキルをとることが期待される。防衛側では、敵が侵入しようとするチョークポイントを押さえるのがデュエリストの役割となる。デュエリストは機動性に優れているため、ワンピックを取ってから位置を変えることができ、人数有利を築くことができる。
ジェット (Jett)
声 - シャノン・ウィリアムズ / 池田海咲
風を操り高い機動力を持ち合わせた韓国出身のデュエリスト・エージェント。
フェニックス (Phoenix)
声 - アフォラビ・アリ / 福西勝也
炎を扱うイギリス出身のデュエリスト・エージェント。
レイズ (Raze)
声 - キャロライナ・ラバッサ / 古城門志帆
グレネードなどの爆発物を扱うブラジル出身のデュエリスト・エージェント
レイナ (Reyna)
声 - カリナ・アルタミラノ / 西島麻紘
敵のソウルオーブを吸収して自身の力にするメキシコ出身のデュエリスト・エージェント。
ヨル (Yoru)
声 -  高橋大輔
次元の狭間を渡る能力を持つ日本出身のデュエリスト・エージェント。
ネオン (Neon)
声 -  バニラ・ベラスケス / 白石晴香
電気を操り高速で移動するフィリピン出身のデュエリスト・エージェント。
アイソ (Iso)
声 - 不明 / 山下誠一郎
異次元空間を展開できる中国出身のデュエリスト・エージェント。
ウェイレイ（Waylay）
声 - 不明 / 不明
光を操るタイ出身のデュエリスト・エージェント。

### イニシエーター
イニシエーター（Initiator）は、敵を阻害して有利な状況を導くことに長けた攻撃的なアビリティーを持つ。敵の防御ポイントに対してアビリティーを使うことでチームの前進を支援する。使用するアビリティーは、フラッシュ、スタンに加えて敵の位置を知ることができるスキルで構成される。アビリティーで得た情報から敵の位置を把握することで、拠点の奪取を容易にする。
防衛側では、攻撃側からサイトを奪還する（リテイク）際に、アビリティーを使用してチームメイトを支援できる。
ソーヴァ (Sova)
声 - アーロン・ヴォドヴォズ / 三瓶雄樹
ドローンなどを扱う索敵能力に優れたロシア出身のイニシエーター・エージェント。
ブリーチ (Breach)
声 - デヴィッド・メンキン / 江頭宏哉
機械仕掛けの腕を持つスウェーデン出身のイニシエーター・エージェント。
スカイ (Skye)
声 -  ミランダ・オヘア / 鷄冠井美智子
狼や鷹等動物を扱うオーストラリア出身のイニシエーター・エージェント。
KAY/O (ケイ・オー)
声 - ガベ・クンダ / 櫻井トオル
戦闘兵器でありながら多彩な能力を持つイニシエーター・エージェント。
フェイド (Fade)
声 - セリン・クハダログル / 木村香央里
相手の心の奥底にある恐怖を蝕むトルコ出身のイニシエーター・エージェント。
ゲッコー (Gekko)
声 - アレハンドロ・アントニオ・ルイス / 新祐樹
クリーチャー達を率いるアメリカ出身のイニシエーター・エージェント。
テホ（Tejo）
声 - 不明 / さかき孝輔
ロケットなどを扱うコロンビア出身のイニシエーター・エージェント。

### コントローラー
コントローラー（Controller）は、視界を遮ることで敵を分断し、情報戦を有利に進めることに長けたアビリティーを持つ。Riot Gamesの定義では「チームを勝利に導くために危険なエリアを切り開く」ことを得意としている。コントローラーは、敵からの射線を封鎖して味方をサポートしたり、マップ上の視界やエリアをコントロールすることでチームが敵陣に入る際のクリアリングを補助する。使用するアビリティーは、スモーク、スロー、スタン、フラッシュで構成される。
攻撃側では、相手の視線に対してスモークを出したり、よく使われる防衛スポットに対して行動抑制をして、敵をオープンな状態に追い込むことができる。防御側では、スモークや行動阻害によって敵チームの前進を遅らせたり、阻止したりすることができる。
ブリムストーン (Brimstone)
声 - スティーヴン・ブルーム / 斉藤次郎
衛星兵器を扱うアメリカ出身のコントローラー・エージェント。
ヴァイパー (Viper)
声 - アシュリー・バーチ / 木下紗華
有毒な化学装置を使いこなすアメリカ出身のコントローラー・エージェント。
オーメン (Omen)
声 - ジェイソン・マルノチャ / 三宅健太
テレポートなどで敵を撹乱するコントローラー・エージェント。出身国不明。
アストラ (Astra)
声 - エフィー・エンクルマ / 石井未紗
宇宙の力で戦場をコントロールするガーナ出身のコントローラー・エージェント。
ハーバー (Harbor)
声 - スニル・マルホトラ / 高橋研二
古代のテクノロジーによって水を巧みに操るインド出身のコントローラー・エージェント。
クローヴ (Clove)
声 - アイラ・キャンベル / 飯沼南実
敵の生命力を吸い取ることができるスコットランド出身のコントローラー・エージェント。

### センチネル
センチネル（Sentinel）は、爆破ポイント（サイト）を封鎖したり、敵から味方を守ることに特化した防御系のアビリティーを持つ。敵の進行を遅らせたり、チームを後方から支援する。使用するアビリティーは主に、敵の障害となる固定型の「オブジェクト」で構成される。設置されたオブジェクトは味方にとって有益な情報を伝えたり、敵の進行を遅らせたり、敵に直接ダメージを与えることができる。
攻撃側では、アビリティーを使ってマップ内の特定のエリアを確保したり、敵に背後や側面から攻撃されないように裏取りを警戒できる「オブジェクト」を設置することができる。防御側では、アビリティーを使って敵の進入を遅らせることができる。これにより、チームメンバーが防衛サイトへ寄ってくるまでの時間を確保できる。
セージ (Sage)
声 - ナオミ・ヤン / 森嵜美穂
多様なオーブを扱う中国出身のセンチネル・エージェント。
サイファー (Cypher)
声 - ナビール・エロウハビ / 河田吉正
迫る敵に対する探知能力に優れたモロッコ出身のセンチネル・エージェント。
キルジョイ (Killjoy)
声 - エヴァ・フェイラー / 漆山ゆうき
自身で発明したロボットを操るドイツ出身のセンチネル・エージェント。
チェンバー (Chamber)
声 - ヒューゴ・ピエール・マーティン / 濱野大輝
武器デザイナーでフランス出身のセンチネル・エージェント。
デッドロック (Deadlock)
声 - ノラ・ジェストヴァング / 新藤みなみ
最先端の技術を駆使するノルウェー出身のセンチネル・エージェント。
ヴァイス (Vyse)
声 - マルタ・スヴェテック / 石川藍
液体金属を操り敵を孤立化させるセンチネル・エージェント。

## マップ
現在、通常マップが全11個、チームデスマッチ専用のマップが全5個存在する。本作では、マップローテーション制度が採用されており、不定期に入れ替わっている。しかし、Season 2025からマップローテーションはActごとに変わるようになった。
| マップ名       | 場所                                                 | パッチ リリース | 説明 |
| -------------- | ---------------------------------------------------- | --------------- | --- |
| バインド       | モロッコ:ラバト /アルファアース                      | ベータ          | クローズドベータ版以降に最初に利用可能になったマップの一つ。特徴として2つの一方通行テレポーターがある。 |
| ヘイヴン       | ブータン:ティンプー /アルファアース                  | ベータ          | クローズドベータ版以降に最初に利用可能になったマップの一つ。特徴として3つのスパイクサイトがある。       |
| スプリット     | 日本:東京/アルファアース                             | ベータ          | クローズドベータ版以降に最初に利用可能になったマップの一つ。特徴として3つのアセンダーがある。           |
| アセント       | イタリア:ヴェネツィア /アルファアース                | 1.0             | 4番目のマップ。特徴として各サイトに1つの破壊可能な機械式のドアがある。                                  |
| アイスボックス | ロシア:ベネット島 /アルファアース                    | 1.10            | 5番目のマップ。特徴としてアセンダーの他に水平ジップラインがある。                                       |
| ブリーズ       | バミューダトライアングル /アルファアース             | 2.08            | 6番目のマップ。特徴として破壊不可能な機械式のドア、一方通行のシュートがある。                           |
| フラクチャー   | アメリカ:ニューメキシコ州サンタフェ郡/アルファアース | 3.05            | 7番目のマップ。特徴としてマップを二分する平行な一方通行のジップラインが2つある。                        |
| パール         | ポルトガル:リスボン /オメガアース                    | 5.0             | 8番目のマップ。オメガアースが舞台となる初のマップ。                                                     |
| ロータス       | インド:西ガーツ山脈 /オメガアース                    | 6.0             | 9番目のマップ。特徴として破壊可能な壁、2つの回転ドアがある。                                            |
| サンセット     | アメリカ:カリフォルニア州ロサンゼルス/アルファアース | 7.04            | 10番目のマップ。特徴として破壊可能な機械式のドアが1つある。                                             |
| アビス         | ノルウェー:ヤンマイエン島 /アルファアース            | 8.11            | 11番目のマップ。当作品初の境界がないマップで、アセンダーや破壊可能なドアがある。                        |
| カロード       | フランス:中世パリ/オメガアース                       | 11.0            | 12番目のマップ。特徴として角が多く、高低差が激しい。                                                    |

| マップ名       | マップ または国      | パッチ リリース | 説明 |
| -------------- | -------------------- | --------------- | --- |
| ディストリクト | スプリット           | 7.0             | 片方にスナイパー有利の長い通路があり、もう片方に蹄鉄型の建造物がある。                                                     |
| ピアッツァ     | アセント             | 7.0             | 中央が開けており、両サイドに小部屋がある。                                                                                 |
| カスバ         | バインド             | 7.0             | 多数の経路が中央に集中するアリーナ式のマップ。                                                                             |
| ドリフト       | タイ                 | 7.12            | タイの水上マーケットをモチーフとしたマップ。特徴としてジップラインが設置されている。                                       |
| グリッチ       | サンセット・ヘイブン | 9.08            | 「グリッチ（動作異常）」を起こしたマックスボットのアリーナ。「廃墟と化したサンセット」と「冬のヘイブン」をテーマとしている |

## シーズン
本作はゲーム内のシーズン制度が採用されており、約6か月ごとのエピソードと、各エピソードにおいて3つ展開される約2か月間のActで構成される。各Actでは、開始時に新しいエージェントの追加やコンペティティブのランクがリセットされ、武器やエージェント、マップのバランス調整といったアップデートは、Act期間中でも適時行われる。バトルパスは各Actごとに更新され、無料版でもスプレーやバナーなどのゲーム内コンテンツを手に入れることができるが、プレミアム版(1000ヴァロラントポイント)を購入することでアップグレードでき、多くのスプレーやバナー、スキンなどを獲得できる。
2025年からエピソード制が廃止され、シーズン2025のように一年間のカレンダーを導入した。各シーズンは１年間継続し、6つのActで構成される。ランクはシーズン開始時にリセットされ、シーズン中間の時点で再度リセットされる。
| エピソード                         | 期間                          | 対応パッチ     | 説明 |
| ---------------------------------- | ----------------------------- | -------------- | --- |
| エピソード1 「イグニッション」     | 2020年6月2日 - 2021年1月11日  | Ver 1.0 - 1.14 | 作品の正式リリース後、最初のエピソード。予告映像『DUELISTS（決闘者）』では作品に登場するエージェントのジェットとフェニックスの攻防が描かれている。 新マップとしてイタリア・ヴェネツィアを舞台とする「アセント」さらに「アイスボックス」もAct3で追加された。各Actでは新しいエージェントとして「レイナ」と「キルジョイ」そして「スカイ」が追加された。 |
| エピソード2 「フォーメーション」   | 2021年1月12日 - 2021年6月22日 | Ver 2.0 - 2.11 | 当作品2つ目のエピソード。予告映像『RETAKE（奪還）』ではアイスボックスを舞台に、フェニックス・ヨルとジェット・サイファー・ヴァイパーの攻防が描かれている。 Act1,2にてそれぞれ新エージェント「ヨル」と「アストラ」が追加された。また、Act3では新マップの「ブリーズ」が追加されている。 |
| エピソード3 「リフレクション」     | 2021年6月23日 - 2022年1月11日 | Ver 3.0 - 3.12 | 当作品3つ目のエピソード。予告映像『DUALITY（二面性）』ではリリース時から存在するバインドを舞台に、フェニクス・バイパー・キルジョイによるスパイク(爆弾)の解除が描かれている。また、このトレーラーではVALORANTにおける対立軸である二面性が題材となった。 Act1では新エージェント「KAY/O」がAct3では新エージェント「チェンバー」が追加された。さらにAct2では新マップ「フラクチャー」が登場している。 |
| エピソード4 「ディスラプション」   | 2022年1月12日 - 2022年6月23日 | Ver 4.0 - 4.11 | 当作品4つ目のエピソード。予告映像『WARM UP（ウォームアップ）』では、トレーニングルームで繰り広げられるエージェントたちの日常が描かれている。 Act1にて新エージェント「ネオン」、Act3では「フェイド」が追加された。 |
| エピソード5 「ディメンション」     | 2022年6月24日 -2023年1月10日  | Ver 5.0 - 5.12 | 当作品5つ目のエピソード。予告映像『SHATTERED （瓦解）』では、新マップ「パール」を攻撃する様子が描かれている。予告動画の中では初めて、攻撃側の視点を描いた作品となっている。 Act1では新マップ「パール」が追加され、代わりに従来のマップ「スプリット」がマッププールから外れ、コンペティティブや、アンレートで登場しなくなった。Act3にて新エージェント「ハーバー」が追加された。 |
| エピソード6 「レェヴェレーション」 | 2023年1月11日 -2023年6月28日  | Ver 6.0 -6.11  | 当作品6つ目のエピソード。予告映像「REVELATION（発覚）」では、新マップ「ロータス」に向かうエージェント達が銃を向け合う様子が描かれている。 Act1ではマッププールに新マップ「ロータス」と前エピソードで外れた「スプリット」が追加され、従来のマップ「バインド、ブリーズ」がマッププールから外れ、コンペティティブや、アンレートで登場しなくなった。さらにAct2では新エージェント「ゲッコー」が追加されている。Act3にてアイスボックスがマッププールから外れ「バインド」がマッププールに追加された。                   |
| エピソード7「エヴォリューション」  | 2023年6月28日 -2024年1月10日  | Ver 7.0 -7.12  | 当作品7つ目のエピソード。予告映像「UNMADE（解体）」では、「デットロック」と3人が謎の生物と戦う様子が描かれている。 Act1では新モード「チームデスマッチ」と新エージェント「デットロック」が追加された。Act2では新マップ「サンセット」が追加された。また、「ブリーズ」がマッププールに追加され、「パール」「フラクチャー」がマッププールから外れた。さらにAct3では新エージェント「アイソ」が追加されている。 |
| エピソード8「デファイアンス」      | 2024年1月10日 -2024年6月26日  | Ver 8.0 -8.11  | 当作品８つ目のエピソード。予告映像「RECKONING（報い）」では、オーメンが新武器「アウトロー」を使って戦うシーンが描かれている。 Act1では、新武器「アウトロー」が追加された。また、「ヘイヴン」がマッププールから除外、「アイスボックス」がマッププールに追加、「ロータス」がアップデートされた。さらにAct2では新エージェント「クローヴ」が追加されている。Act3では、VALORANT初の境界がないマップ、「アビス」の追加、並びにコンソール版が発表された。また、「ブリーズ」「スプリット」がマッププールから除外された。 |
| エピソード9 「コリジョン」         | 2024年6月27日 -2025年1月8日   | Ver 9.0 -9.11  | 当作品９つ目のエピソード。 Act1でマッププールに「アビス」「ヘイブン」が追加された。Act2では新エージェント「ヴァイス」が追加された。Act3では「サンセット」に変更が加えられた。また、「パール」「スプリット」がマッププールに追加され、「アイスボックス」「ロータス」がマッププールから外れた。ピンシステムへの変更も追加された。 |
| Season 2025                        | 2025年1月9日 -                | Ver10.00 -     | エピソード制を廃止してから初のシーズン。このシーズンよりマップがActごとにローテーションするようになった。 Act1では新エージェント「テホ」が追加された。 |

## 開発
本作は、『League of Legends』の開発元として知られている「Riot Games(ライアットゲームズ)」によって開発・運営されており、開発は2014年にライアットの研究開発部門で開始された。本作のゲームディレクターであるジョー・ジーグラーは、ライアットが新たに開発する作品を他のゲームデザイナーと策定する際に、『VALORANT』の最初のアイデアを出したとして評価されている。クリエイティブディレクターとしてDavid Nottingham、ゲームデザイナーとしてトレバ―・ロメルスキー（『League of Legends』の元デザイナー）および、サルバトーレ・ガロッツォ（『カウンターストライク グローバル・オフェンシブ』の元プロプレイヤー・マップデザイナー）が登用され、アートディレクターはモビー・フランケ（『ハーフライフ2』『Team Fortress 2』の元アートおよびキャラクターデザイナー、元Valveの開発者）が担当している。
開発チームがゲームプレイや最適化に集中できるように、ゲームエンジンはUnreal Engine 4を使用している。最小動作環境でも30fpsを実現できるよう、Marcus Reid（『Gears of War 4』の元開発者）が率いる開発チームは、エンジンのモバイルレンダリングパスをベースとして使用するレンダラーを編集するなど、エンジンにいくつかの変更を加える必要があった。また、非戦闘状況ではキャラクターのアニメーションを無効にしたり、ヒット登録プロセスにおいて不要な評価を削除したりすることで、サーバのパフォーマンスを最適化している。

作品のリリース前、ライアットは少なくともプレイヤーの70パーセントが、35ミリ秒以下のpingになることを約束した。ライアットはこれを達成するために、ほとんどの主要都市もしくはその近くにサーバを設置し、インターネットサービスプロバイダと協力して、それらのサーバと接続するために専用回線を設定するとした。しかし、新型コロナウイルス感染症拡大時のインターネットトラフィック（通信量）の増加により、接続の最適化や約束したpingの実現には苦労した。

## 評価
本作はプレイヤー5人対5人で爆弾の設置をめぐる攻防や、独自の能力を持つキャラクター制の作品であることから、『カウンターストライク グローバル・オフェンシブ』（CS:GO）や『オーバーウォッチ』と比較されることが多い。CS:GOは海外のeスポーツトーナメントのFPS競技タイトルとして広く採用されている作品であるが、海外のメディアArs Technicaは、本作が「王座（CS:GO）に挑むのに最適な候補者」と評している。一方で、キャラクターの設定やストーリーについては、作り込みが足りないという声もある。

### アンチチートについての論争
本作にはアンチチートソフトウェアとして、ライアットゲームズ独自の「Riot Vanguard」が導入されている。Vanguardはゲームプレイ中にチートを検出した場合はマッチングしている試合を強制終了させ、チートを使用した人を永久BANするプログラムである。しかし、このソフトウェアがコンピュータのシステムへのアクセスを可能にするカーネルドライバとして実行することが明らかになったため、批判や不安の声が相次いだ。オペレーティングシステムや関連する技術のニュースを扱うOSNewsは、ライアットゲームズとその親会社であるテンセントがユーザーのデータを密かに探り出すことや、カーネルドライバが第三者によって悪用される可能性があることへの懸念を示した。ライアットゲームズはこれらの批判に対して、ドライバが「コンピュータに関する情報を収集および送信することはない」と述べ、Vanguardの脆弱性を発見した者に対して報奨金を支払う新たな報奨金プログラムを立ち上げた。

## eスポーツ
本作は、他のタクティカルFPSと同様にeスポーツの競技タイトルとして活発に興行展開されている。2020年9月、Riot Gamesは本作における競技シーンの基盤を築くため、初の地域別公式大会「First Strike」の開催を発表した。同年11月25日、Riot Gamesは「VALORANT Champions Tour（VCT）」という年間を通じて開催される競技大会の枠組みを発表した。VCTのフォーマットはシーズンごとに変更が行われており、当初の構想とは違う内容が採用されることもある。
詳しくは「VALORANT Champions Tour」を参照。